# 连山坡站
连山坡站位于中華人民共和國四川省成都市龙泉驿区，是成都地铁2号线的高架车站。

## 车站概要
本站位于桃都大道与至善南路交叉口，沿桃都大道呈西北、东南向布置，于2014年10月26日开通使用，因老地名而得名。本站共配备有200个汽车泊位，在2号线建设期间，本站曾使用工程名“龙泉西站”。

## 车站结构
本站为高架三层侧式站台车站，车站采用“建桥合一”结构型式，即将桥梁和房建结构结合，桥梁的盖梁、墩柱、基础为桥梁结构和房建结构共有，桥梁的横向框架通过纵向房建结构梁板整体浇注，形成空间框架体系。车站有效站台长120米，宽度14米，车站总长122.8米，标准段宽22米。车站采用横向单跨9.75米三层钢筋混凝土及预应力钢筋混凝土框架结构型式。地面一层为架空层，地上二层为站厅层，地上三层为行车道层。车站主体建筑面积3856.40平方米,附属建筑面积2307.70平方米，过街天桥建筑面积413.60平方米，总建筑面积6586.70平方米，其中物业开发面积100.73平方米。
| 地上 三层 | 侧式站台，右边车门将会开启     | 侧式站台，右边车门将会开启 | 侧式站台，右边车门将会开启 |
| 地上 三层 | 2号线列车往犀浦方向（大面铺）  |                            |                            |
| 地上 三层 | 2号线列车往龙泉驿方向 （界牌） |                            |                            |
| 地上 三层 | 侧式站台，右边车门将会开启     |                            |                            |
| 地上 二层 | 站厅层                         | 安检、自动售票机、车站商店 |                            |
| 地面      | 架空层                         | 出入口                     |                            |

## 内装与公共艺术
本站将汽车元素深化为汽车轮毂天花造型，结合灯光装饰，在增加空间活动的同时，体现龙泉汽车文化。

## 出入口信息
本站目前开放4个出入口。
| 出口编号     | 设施              | 地点     | 可到达目的地 |
| ------------ | ----------------- | -------- | ------------ |
|              |                   |          |              |
|              | 无障碍电梯        | 桃都大道 |              |
| 出口 · A · 2 |                   | 桃都大道 |              |
| 出口 · B · 1 |                   | 桃都大道 |              |
| 出口 · B · 2 | 无障碍电梯 卫生间 | 桃都大道 |              |